# Denîsivka, Bilohirea
Denîsivka (în ucraineană Денисівка) este localitatea de reședință a comunei Denîsivka din raionul Bilohirea, regiunea Hmelnîțkîi, Ucraina.

## Demografie
Componența lingvistică a localității Denîsivka
     Ucraineană (97,09%)
     Rusă (2,46%)
Conform recensământului din 2001, majoritatea populației localității Denîsivka era vorbitoare de ucraineană (97,09%), existând în minoritate și vorbitori de rusă (2,46%).